# Фрасине
Фра́сине — село в Україні, у Великомихайлівській селищній громаді Роздільнянського району Одеської області. Населення становить 43 осіб.
До 17 липня 2020 року було підпорядковане Великомихайлівському району, який був ліквідований.

## Населення
Згідно з переписом 1989 року населення села становило 47 осіб, з яких 19 чоловіків та 28 жінок.
За переписом населення 2001 року в селі мешкали 43 особи. 100 % населення вказало своєю рідною мовою українську мову.